# Вильгельм Франц Габсбург-Лотарингский
Ви́льгельм Франц Га́бсбург-Лотари́нгский, известен под псевдонимом Васи́ль Вышива́ный (нем. Wilhelm Franz von Habsburg-Lothringen, укр. Василь Вишиваний; 10 февраля 1895, Пула, Истрийская жупания — 18 августа 1948, Киев) — эрцгерцог Австро-Венгрии, младший сын Карла-Стефана из тешинской ветви дома Габсбург-Лотарингских и Марии-Терезии Тоскано-Австрийской, из тосканской ветви того же рода. Известен главным образом как потенциальный кандидат на престол Украины, имевший широкую поддержку среди украинских политических кругов. Путешествуя инкогнито по гуцульским селам, был очарован украинской культурой, вследствие чего выучил украинский язык, разговаривал с украинскими сослуживцами, писал на украинском стихи.

## Биография

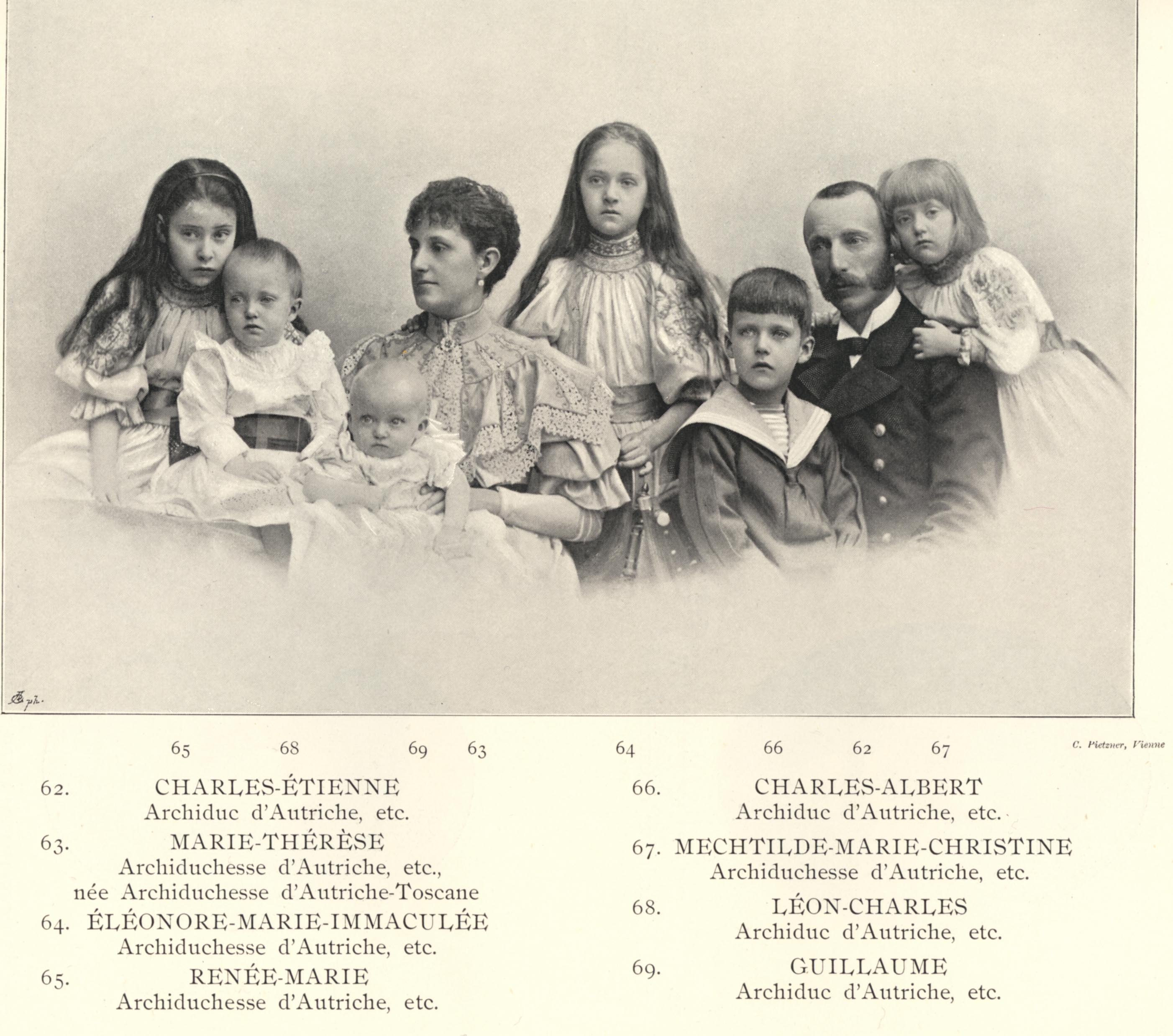
Вильгельм Франц (на руках у матери) с родителями, братьями и сёстрами (1896 год)

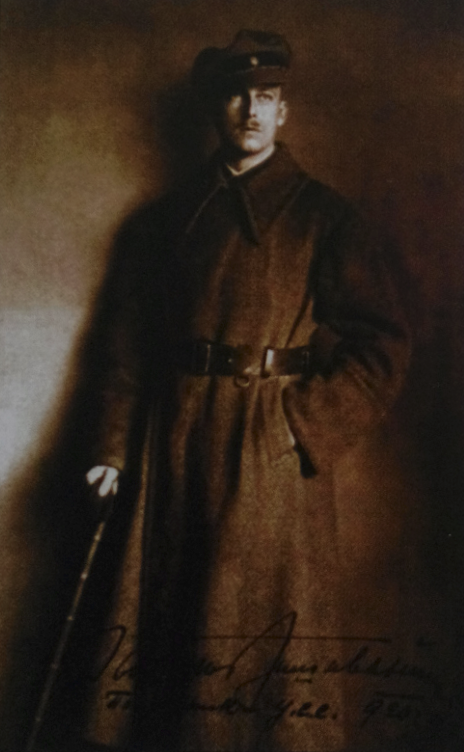
Вильгельм в молодости

Вильгельм родился 10 февраля 1895 года в родовом имении австрийских князей Габсбургов-Лотарингских, находившийся около города Пулы (современная Хорватия). Отец Вильгельма приходился императору Францу-Иосифу троюродным братом и при распаде Австро-Венгрии претендовал на польский престол. Он породнился с верхушкой польской аристократии, выдав дочерей за князей Чарторыйского и Радзивилла.
Семья жила некоторое время в Пуле, где родились все дети семьи. Дома их учили частные учителя — кроме общей школьной программы детей учили трём языкам: итальянскому, французскому и английскому. По собственному свидетельству Вильгельма, в детстве он увлекался немецкими поэтами Генрихом Гейне, Николаусом Ленау, а также итальянскими Метастазио, Данте Алигьери и другими
С 12-летнего возраста жил в имении отца у небольшого городка Живец в Западной Галиции. Будучи подростком путешествовал инкогнито по гуцульским селам, увлёкся украинской культурой, выучил украинский язык, читал украинскую литературу. Как он сам вспоминал, среди прочитанных книг были: иллюстрированная «История Украины-Руси» Грушевского, «Исторические миниатюры» Стефаника, книги Федьковича, Шевченко, Франко. За желание улучшить условия жизни бедного украинского населения Галиции получил прозвище «Красный Принц».
Во время Первой мировой войны 18-летний принц был назначен командиром сотни 13-го уланского полка, где служили исключительно украинцы. В 1916 году Вильгельм стал членом палаты господ австрийского парламента.
В начале марта 1918 года он, уже в звании полковника, был назначен командиром сечевых стрельцов. Стрельцы называли его Василем и надели на него вышитую рубашку, от чего он получил прозвище «Василь Вышиваный». Его направили во главе группы австрийских оккупационных войск на Херсонщину. Когда осенью 1918 года в Галиции была провозглашена Западно-Украинская Народная Республика (ЗУНР), Вильгельм со своей частью перебрался туда.
После объединения ЗУНР с УНР в январе 1919 года он получил должность председателя отдела заграничных связей Генштаба армии УНР и переехал в Каменец-Подольский, руководил оттуда созданием сети военных школ, налаживал связи с иностранными миссиями. В 1920 году в знак протеста против подписанного главой УНР Симоном Петлюрой соглашения с Польшей о польской военной помощи УНР в обмен на Галицию, Вильгельм Габсбург ушёл в отставку и уехал в Вену.
В 1921 году там вышел сборник его стихотворений на украинском языке под названием «Минають дні» под псевдонимом Василь Вышиваный.
В 1930-х годах он поддерживал связи с лидерами ОУН Евгением Коновальцем и Андреем Мельником. Его кандидатура рассматривалась в качестве претендента на украинский престол. Особую популярность в этот период придавала ему издаваемая им в Вене на украинском языке газета «Соборна Україна». Он был также владельцем лакокрасочного завода. Некоторое время жил в Париже, а затем вернулся в Вену. По сообщениям французской прессы, Вышиваный в 1935 году был вовлечен своей невестой или любовницей, телеграфисткой Полетт Куйба в денежную аферу, бежал от приговора в Вену и был заочно приговорен к 5 годам заключения. Некоторые газеты предположили, что всё было подстроено советской или чехословацкой разведкой для дискредитации персоны Вышиваного.
Во время Второй мировой войны жил в Вене. Участвовал в антинацистском движении Сопротивления, поддерживал контакты с ОУН и французской разведкой. После войны остался в советской зоне оккупации Австрии. В августе 1947 года был арестован органами советской госбезопасности и вывезен в Киев. Также при аресте было найдено некое фото мальчика и женщины Василь сознался что на фото его сын Франц Пич и мать Франца по имени Амилия Вюртембергская, фото до сих пор хранится в «ЦДАГОУ».Поводом для ареста стала организованная им встреча французского капитана Полисье с представителем ОУН Мирославом Прокопом для обсуждения вопроса о помощи французского правительства формированиям УПА. 25 мая 1948 года Особое совещание приговорило его к 25 годам заключения. Умер от туберкулёза 18 августа того же года в Лукьяновской тюрьме Киева. Реабилитирован 28 декабря 1989 года. ..

## В культуре
В постсоветской Украине постепенно растёт интерес к фигуре Вильгельма. В 2017 году вышел роман Натальи Сняданко «Аккуратные прописи эрцгерцога Вильгельма» (укр. Охайні прописи ерцгерцога Вільгельма), в котором его подлинная биография рассказывается сквозь призму вымышленного финала его жизни: Вильгельм остаётся жить в послевоенном советском Львове, где у него появляются жена и дети.
В 2021 году в Харьковском театре оперы и балета состоялась премьера оперы «Вышиваный. Король Украины» (укр. Вишиваний. Король України) с музыкой Аллы Загайкевич на либретто Сергея Жадана; опера стала крупным событием в украинском оперном искусстве.